# Boketu (köpinghuvudort i Kina, Inner Mongolia Autonomous Region, lat 48,76, long 121,91)
Boketu (kinesiska: 博克图, 博克图镇) är en köpinghuvudort i Kina. Den ligger i den autonoma regionen Inre Mongoliet, i den norra delen av landet, omkring 1 200 kilometer nordost om regionhuvudstaden Hohhot. Antalet invånare är 27 255. Befolkningen består av 13 403 kvinnor och 13 852 män. Barn under 15 år utgör 8,0 %, vuxna 15-64 år 78 %, och äldre över 65 år 13,0 %.
Runt Boketu är det glesbefolkat, med 14 invånare per kvadratkilometer. Det finns inga andra samhällen i närheten. Omgivningarna runt Boketu är en mosaik av jordbruksmark och naturlig växtlighet.
Genomsnittlig årsnederbörd är 828 millimeter. Den regnigaste månaden är juli, med i genomsnitt 257 mm nederbörd, och den torraste är januari, med 7 mm nederbörd.